# Fernand Carton
Pour les articles homonymes, voir Carton.
Fernand Carton (né le 4 septembre 1921 à Roubaix et mort le 16 novembre 2019 à Malzéville) est un linguiste français spécialiste des parlers picards.

## Biographie
Agrégé de grammaire (1958), ancien membre du Comité Consultatif des Universités, ancien président de l'université Nancy-II, ancien président de la section « Sciences du langage » au Comité National du CNRS de 1986 à 1990, membre associé de la Royal Society of Canada, professeur émérite de l'université de Nancy, Fernand Carton est directeur de l'Atlas linguistique et ethnographique picard. Il a publié de très nombreux articles dans le domaine de la phonétique et de la linguistique. Ses manuels sont toujours utilisés par de nombreux étudiants en orthophonie en particulier. Il a adapté pour le picard le système de transcription de dialecte dit Feller-Carton.

## Publications (sélection)
- 1965	Chansons et pasquilles de François Cottignies dit Brûle-Maison (1678-1740).
- 1967	Pasquilles et chansons de Jules Watteeuw (1849-1947)
- 1968	Exercices de français pour laboratoires de langues. n° 1 : Phonétique 110 p.; n° 2 : Le verbe. (en collaboration avec Bernard Combettes)
- 1971 Recherches sur l'accentuation des parlers populaires dans la région de Lille, thèse d'État.
- 1971	Les parlers d'Aubers en Weppes, phonologie, lexique. (en collaboration avec Pierre Descamps), (directeur : Georges Straka), Lille, Publications de l'Université
- 1974	Introduction à la phonétique du français, collection « Etudes » n° 303, Paris - 2e édition revue 1979
- 1980	Récits et contes populaires des Flandres, recueillis dans le Pays lillois, collection Musée des Arts et Traditions Populaires, Paris, Gallimard
- 1983	Les accents des Français (en collaboration avec M. Rossi, D. Auteserre, P. Léon), collection « De bouche à oreille », Paris, Hachette
- 1989	Atlas linguistique et ethnographique picard, vol. 1 (en collaboration avec Maurice Lebègue) : La vie rurale, collection Atlas linguistiques de France par régions, Paris, Éditions du CNRS
- 1991	Dictionnaire du français régional du Nord/Pas-de-Calais (en collaboration avec Denise Poulet), Paris, Bonneton
- 1998	Atlas linguistique et ethnographique picard, Volume 2. (en collaboration avec Maurice Lebègue)
- 2003	Le parler du Nord-Pas-de-Calais. Dictionnaire du français régional (en collaboration avec Denise Poulet), Paris, Bonneton.
- 2003	Jacques Decottignies (1706-1762): Vers naïfs, pasquilles et chansons en vrai patois de Lille
- 2004	Index de l’Atlas linguistique et ethnographique picard. Volume I : La vie rurale, Université de Picardie, Centre d’Études picardes n° 52
- 2004 Expressions et dictons du Nord Pas-de-Calais, Paris, Bonneton
- 2006 Le parler du Nord-Pas-de-Calais. Dictionnaire du français régional (en collaboration avec Denise Poulet), Paris, Bonneton
- 2007 Littérature picarde aux siècles "classiques" (17ème-18ème siècles), préface par J. M. Eloy, Amiens, Encrages, Édition, Découverte du picard